# Levende polymerisatie
Levende polymerisatie is een bijzondere vorm van additiepolymerisatie, waarbij er geen ketenoverdracht of terminatiereactie plaatsvindt.
In het ideale geval gebeuren de verschillende stappen - initiatie, propagatie en terminatie - achter elkaar. Na de initiatie zullen de polymeerketens gelijktijdig aangroeien met dezelfde snelheid, totdat alle monomeer is opgebruikt. Het gevolg is dat alle polymeerketens vrijwel even lang zijn, of anders gezegd: de polydispersiteit van het polymeer is bijna gelijk aan 1 (in het ideale geval zijn alle polymeerketens exact even lang en is de polydispersiteit gelijk aan 1, dit wil zeggen dat het polymeer monodispers is).
Met levende polymerisatie is het mogelijk om de distributie van de moleculaire massa binnen enge grenzen te houden. Door de hoeveelheid initiator t.o.v. de hoeveelheid monomeer te variëren kan men de lengte van de polymeerketens en daarmee ook de eigenschappen van het polymeer nauwkeurig regelen. Men noemt dit daarom ook "gecontroleerde polymerisatie" (controlled polymerization).
Levende polymerisatie maakt het mogelijk om het "design" van polymeren te sturen. Men kan de terminale groepen, zijgroepen, monomeervolgorde bij copolymeren of de sterische structuur beïnvloeden.
Pionier van de techniek van levende polymerisatie was de Brits-Amerikaanse polymeerchemicus Michael Szwarc (1909-2000), die ook de term "living polymers" bedacht. De eerste publicaties errond verschenen in 1956.

## Ionisch
Het ideaal van levende polymerisatie wordt het best benaderd door ionische polymerisaties, waarbij het groeiend einde van de polymeerketen een ion is. Omdat ionen met dezelfde lading elkaar afstoten, kunnen twee polymeerketens zich niet aan elkaar koppelen (terminatie treedt dus niet op), wat bij radicale polymerisatie wel mogelijk is. Een voorbeeld hiervan is de anionische polymerisatie van styreen. Kenmerkend hierbij is dat op het einde van de polymerisatie de ketens nog actief zijn (het zijn nog steeds ionen), en als men nieuw monomeer toevoegt zullen ze verder aangroeien. Men kan ook een ander monomeer toevoegen en zo een blokcopolymeer maken.
Een nadeel van deze polymerisaties is dat ze zeer gevoelig zijn voor verontreinigingen en water.

## Radicalair
Er zijn verschillende methodes van radicalaire (pseudo- of quasi-)levende polymerisaties ontwikkeld (controlled radical polymerization). Hierbij wordt ernaar gestreefd de ketenoverdracht- en terminatiereacties zo veel mogelijk te onderdrukken. De belangrijkste zijn:
- SFRP (Stable Free Radical Polymerization) maakt gebruik van stabiele vrije radicalen. Deze methode wordt ook wel nitroxide mediated polymerization (NMP) genoemd omdat nitroxideverbindingen hiervoor geschikt zijn; een voorbeeld is het stabiele radicaal TEMPO. Deze radicalen kunnen reversibel koppelen aan een polymeerketen. Als een polymeerketen zo een stabiele radicaal aan het uiteinde bezit, is hij "slapend" en neemt niet deel aan terminatie door ketentransfer of door koppeling met een ander, "levend" polymeerradicaal. Als het aandeel "slapende" ketens voldoende groot is, worden de ketenoverdracht- en terminatiereacties sterk onderdrukt en is het mogelijk om bijna-monodispers polymeer te maken; dit gaat wel ten koste van de reactiesnelheid en het molair gewicht van het polymeer.

- ATRP (Atom Transfer Radical Polymerization). Deze techniek is ook gebaseerd op reversibele deactivering van de polymeerradicalen. Men gebruikt hierbij een complex van een overgangsmetaal (bijvoorbeeld koper), dat een polymeerradicaal kan deactiveren door een halogeenatoom (chloor of broom) op het einde van de polymeerketen over te brengen (=atom transfer). Daarbij wordt de oxidatietoestand van het metaalioncomplex gereduceerd. De atoomtransfer is reversibel en er stelt zich een evenwicht in tussen actieve ketens (radicalen) en slapende ketens (met het halogeenatoom).

- RAFT (Reversible Addition-Fragmentation chain Transfer) maakt geen gebruik van reversibele ketenterminatie zoals de vorige technieken, maar van reversibele ketentransfer. Daarvoor gebruikt men een RAFT-agens of CTA (chain transfer agent = ketentransfermiddel), dit is gewoonlijk een dithiocarbonylverbinding: dithioester, dithiocarbamaat, trithiocarbonaat of xanthaat. Het RAFT-agens kan reageren met een groeiende polymeerradicaalketen (additie) tot een intermediair radicaal. De reactie is reversibel: de intermediaire vorm kan terug splitsen in de originele radicaalketen en de RAFT-verbinding; maar ze kan ook splitsen in een kleine radicaal (een leaving group of fragment van de RAFT-verbinding) en een polymeerketen met een dithioestergroep; deze heeft dezelfde kenmerken als de oorspronkelijke CTA en kan op dezelfde manier reageren. De leaving group-radicaal kan een nieuwe polymeerketen starten. Er stelt zich een evenwicht in tussen de actieve, groeiende ketens en de "slapende" CTA-moleculen, waarbij deze laatste in de meerderheid zijn. Daardoor kan men ervoor zorgen dat alle ketens even snel groeien. Hoewel RAFT geen levende polymerisatie in strikte zin is (er treedt immers ketentransfer op), is het wel mogelijk om met deze techniek polymeren met een voorafbepaald molair gewicht en een lage polydispersiteit te bereiden. Ook is het mogelijk om verschillende copolymeerstructuren te bekomen, zoals gradiëntcopolymeren.